# Biserica de lemn din Boianu Mare

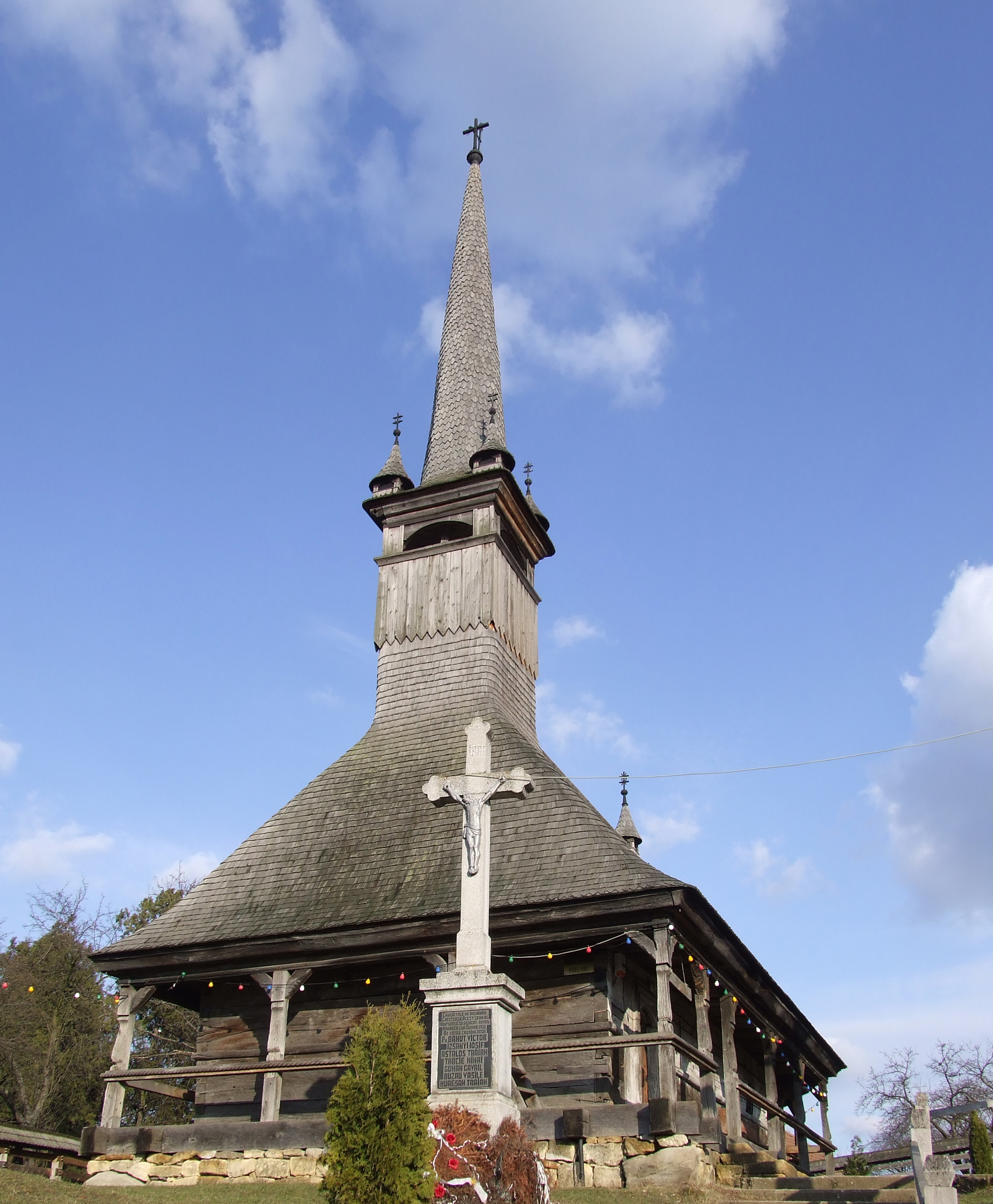
Biserica de lemn din Boianu Mare, judeţul Bihor. Foto 2010

Biserica de lemn din Boianu Mare se află în localitatea omonimă din județul Bihor și a fost construită în anul 1710 cu adăugiri în secolul XIX. Biserica se află înscrisă pe noua listă a monumentelor istorice sub codul LMI:  BH-II-m-B-01118. Are hramul "Sfinții Arhangheli Mihail și Gavriil".

## Istoric și trăsături
În localitate a existat o biserică veche de la care se păstrează o osie de clopot din 1686. Biserica poate fi datată în anul 1710. A fost reparată de mai multe ori, iar în anul 1976 a fost restaurată de Direcția Monumentelor Istorice. A fost pictată (probabil) de zugravul Nichita în secolul XVIII.